# Pojezierze Krajeńskie

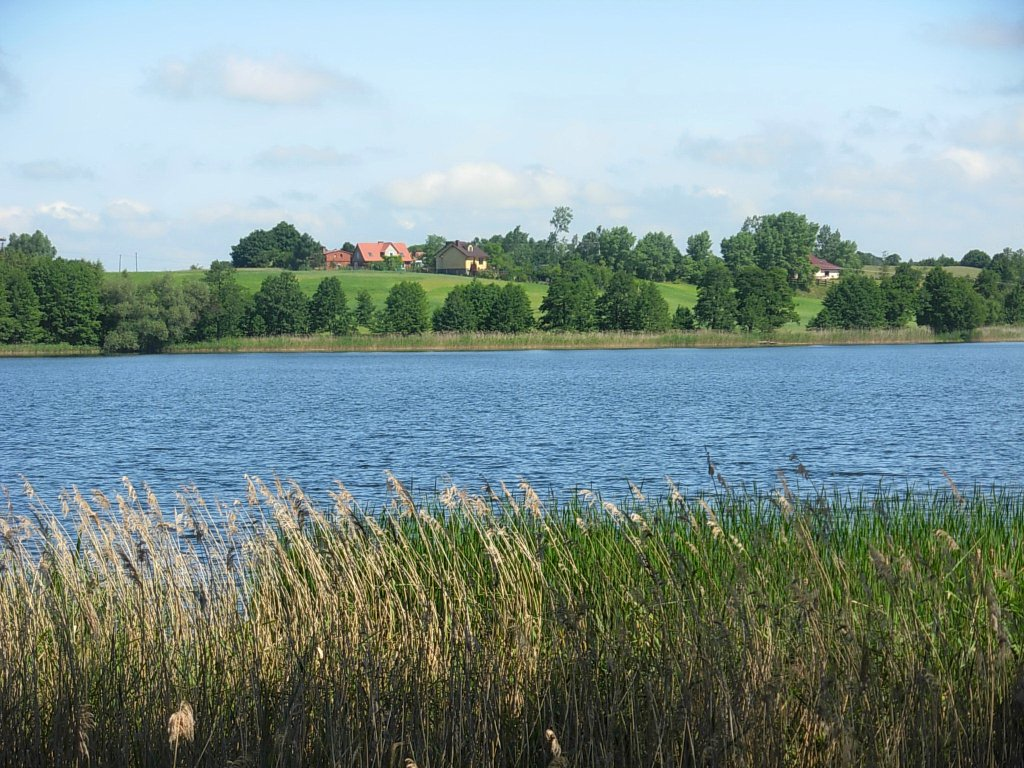
Jezioro Wierzchucińskie Duże

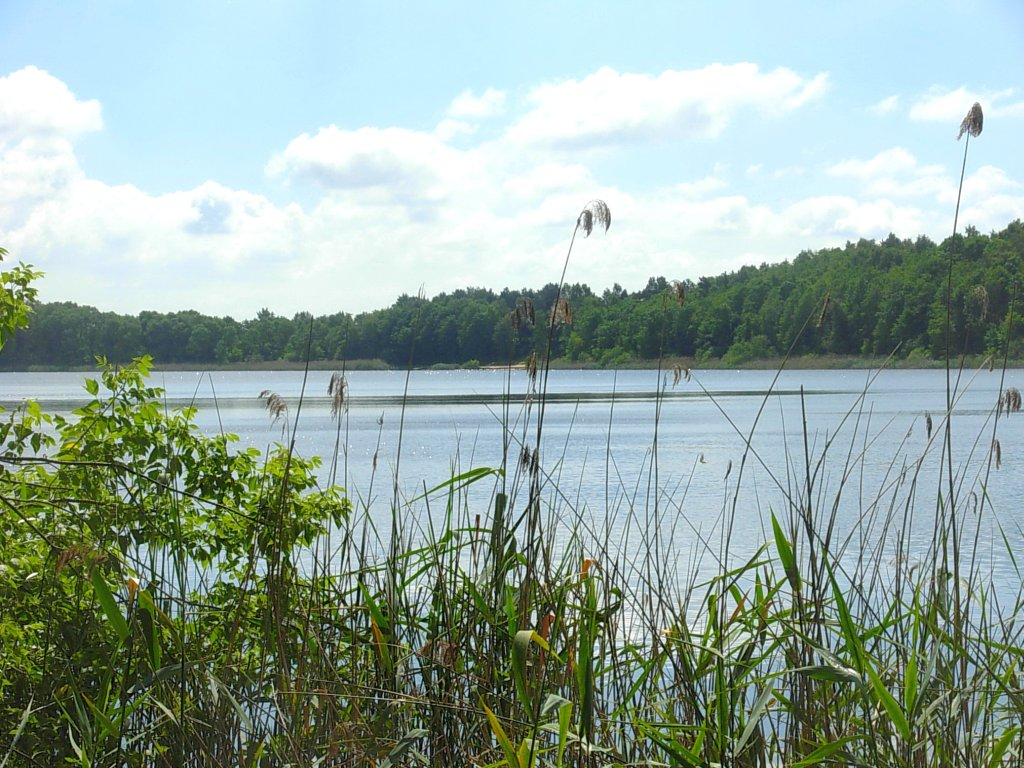
Jezioro Słupowskie

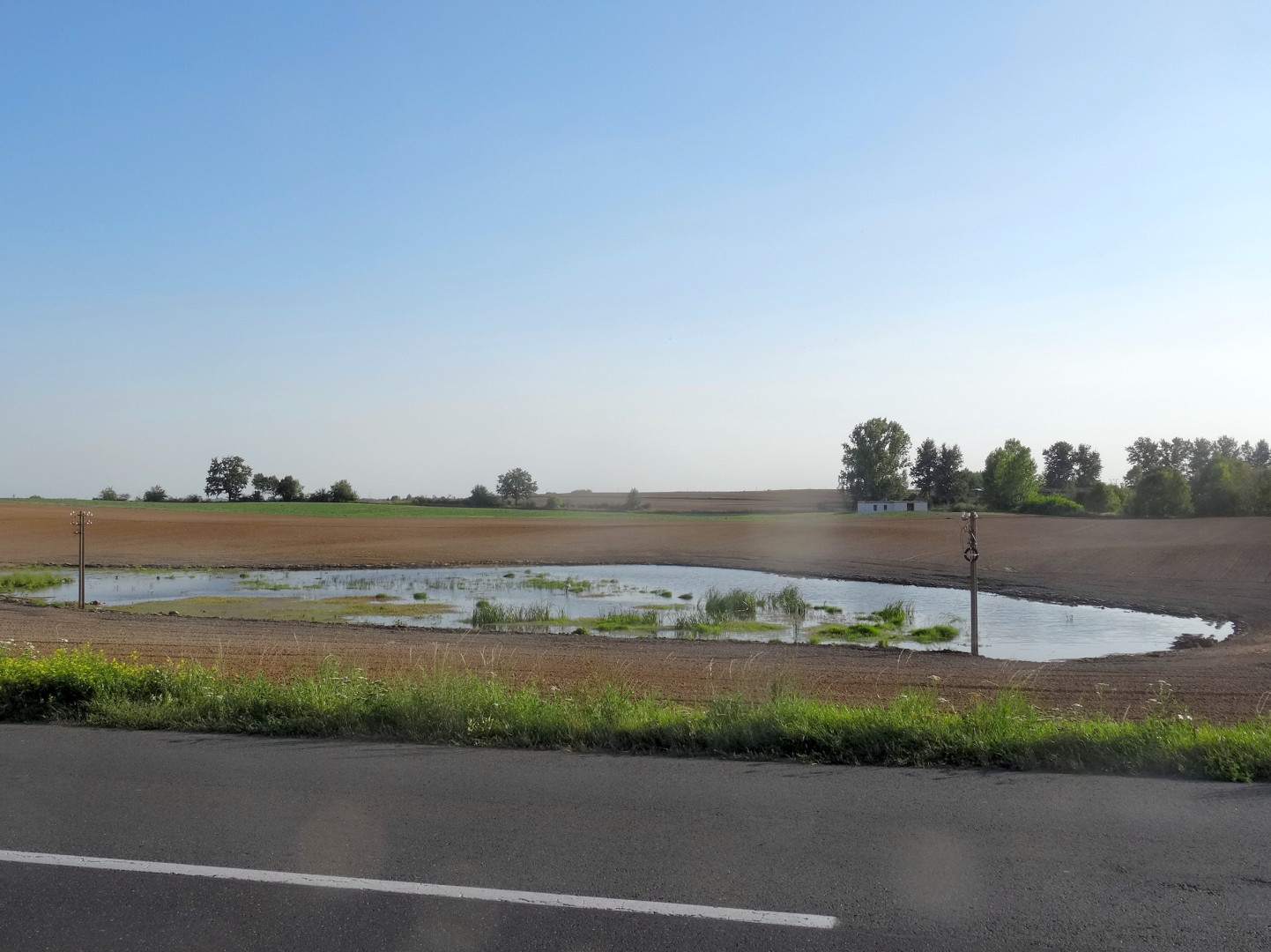
Oczko polodowcowe koło Trzemiętowa

Pojezierze Krajeńskie (314.69) – mezoregion fizycznogeograficzny w północno-zachodniej Polsce, część Pojezierza Południowopomorskiego, położone jest pomiędzy dolinami Gwdy, Brdy i środkowej Noteci. Zajmuje powierzchnię 4380 km².
W nowej regionalizacji fizycznogeograficznej Polski z 2018 roku Pojezierze Krajeńskie zostało podzielone na dwa osobne mezoregiony: Pojezierze Północnokrajeńskie (314.69) i Pojezierze Południowokrajeńskie (314.74).

## Położenie
Pojezierze Krajeńskie graniczy:
- od południa z Pradoliną Toruńsko-Eberswaldzką, która ujęta jest na tym obszarze przez mezoregiony: Kotlina Toruńska (315.25) i Dolina Środkowej Noteci (315.24).
- od zachodu z Doliną Gwdy (314.68)
- od wschodu z Doliną Brdy (314.72)
- od północy z Równiną Charzykowską (314.67) i Borami Tucholskimi (314.71).

## Charakterystyka
Dominujący typ krajobrazu naturalnego Pojezierza stanowi młodoglacjalny krajobraz równin i wzniesień pojeziernych, miejscami pagórkowaty oraz sandrowy pojezierny.
W krajobrazie dominuje wysoczyzna morenowa falista z kilkoma niewysokimi ciągami moren czołowych subfazy krajeńskiej zlodowacenia bałtyckiego. Wysoczyzna morenowa wznosi się na 130–140 m n.p.m. Budują ją gliny morenowe z głazami, lokalnie spiaszczone z przewarstwieniami piasku niewielkiej miąższości. Miąższość glin sięga w okolicy Wtelna 33–35 m. Zalegają one na osadach plioceńskich miąższości ok. 40 m (iły pstre) oraz mioceńskich (iły, piaski, węgiel brunatny) do głębokości 120 m.
Dominującą formą użytkowania są grunty orne (gleby brunatne wyługowane i kwaśne, płowe i lokalnie bielicowe). Lasy występują z reguły w niewielkich obszarowo zagajnikach. Większe kompleksy leśne można spotkać na wschodzie (Bory Tucholskie) i zachodzie mezoregionu (Bory Krajeńskie), jak również między Złotowem, Łobżenicą i Sypniewem.

### Wzniesienia
Najwyższe wzniesienia morenowe na Pojezierzu Krajeńskim przekraczają 200 m n.p.m.:
- wzgórze 222,8 m n.p.m. (dawna niem. nazwa Turm-Berg[5]) na zachód od Człuchowa, na pd. od wsi Grodzisko (53°42′47″N 17°08′14″E/53,713056 17,137222)
- wzniesienie 219,5 m n.p.m. na wschód od wsi Łoża (52°42′12″N 17°06′02″E/52,703333 17,100556),
- Góra Brzuchowa 207,8 m n.p.m. na północ od Złotowa,
- Wolność 206,1 m n.p.m. na zachód od Chojnic
- wzniesienie 205,1 m n.p.m. na zachód od Chojnic, na północ od wsi Nieżywięć (53°42′41″N 17°29′39″E/53,711389 17,494167).

W południowej części regionu, bezpośrednio nad Doliną Środkowej Noteci kulminację stanowi Dębowa Góra (193 m n.p.m. i 150 m nad dnem doliny Noteci). Obok moren akumulacyjnych i spiętrzonych, występują kemy, ozy i rynny lodowcowe oraz doliny dopływów Gwdy, Brdy i Noteci.

### Cieki i zbiorniki wodne
Pojezierze Krajeńskie leży w dorzeczach dwóch rzek bałtyckich: Wisły i Odry, a przez wschodnią część mezoregionu przebiega główny wododział Polski. Do systemu rzeki Wisły należą dopływy Brdy, zaś do systemu Odry dopływy Noteci i Gwdy.
Największym ciekiem wodnym, w całości leżącym na obszarze Pojezierza jest rzeka Łobżonka. Z uwagi na nachylenie terenu spływ wód następuje z reguły na południe do doliny Noteci, względnie na wschód (do doliny Brdy) lub zachód (do doliny Gwdy).
Na pojezierzu występują licznie jeziora, zlokalizowano ich około 300 o powierzchni powyżej 1 ha. Do największych należą: Szczytno Wielkie, Krępsko, Sławianowskie Wielkie i Więcborskie. Jeziora występują w formach południkowych rynien, bądź równoleżnikowych zgodnych z przebiegiem pofałdowania morenowego.

## Ochrona przyrody
Na terenie Pojezierza Krajeńskiego, w jego centralnej i wschodniej części objętej granicami województwa kujawsko-pomorskiego, wytyczono w 1998 r. Krajeński Park Krajobrazowy. Jest to trzeci co do powierzchni park krajobrazowy w Polsce (2010 r.)
Na Pojezierzu znajdują się również obszary Natura 2000:
- Dolina Łobżonki PLH300040
- Ostoja Pilska PLH300045
- Dolina Debrzynki PLH300047
- Uroczyska Kujańskie PLH300052
- Dębowa Góra PLH300055

Południowy skłon wysoczyzny morenowej Pojezierza przylega do Pradoliny Toruńsko-Eberswaldzkiej, w której płynie Noteć i Kanał Bydgoski. Forma ta objęta jest ochroną w dwóch obszarach Natura 2000: Dolina Środkowej Noteci i Kanału Bydgoskiego PLB30001 oraz Dolina Noteci PLH300004.
Część północno-wschodnia przylega natomiast do obszaru Bory Tucholskie PLB220009, a zachodnia do obszaru Puszcza nad Gwdą PLB300012.
Spośród licznych obszarów chronionego krajobrazu i rezerwatów przyrody na terenie Pojezierza wyróżnić można m.in.:
- Obszar Chronionego Krajobrazu Rynny Jezior Byszewskich,
- Obszar Chronionego Krajobrazu Doliny rzeki Sępolenki,
- Obszar Chronionego Krajobrazu Doliny rzeki Kamionki,
- rezerwat przyrody Buczyna – las bukowy,
- rezerwat przyrody Gaj Krajeński – las bukowo-dębowy,
- rezerwat przyrody Jezioro Wieleckie,
- rezerwat przyrody Dęby Krajeńskie,
- rezerwat przyrody Lutowo – bór bagienny,
- rezerwat przyrody Wąwelno – las mieszany (buki, jesiony, dęby, brekinia),
- rezerwat przyrody Zielona Góra – las grądowy i dąbrowa,
- rezerwat przyrody Miłachowo – rośliny ciepłolubne,
- rezerwat przyrody Czarci Staw – torfowisko,
- Zespół Przyrodniczo-Krajobrazowy Torfowisko Messy.

## Miasta
Największym miastem położonym na północy mezoregionu są Chojnice. Do miejscowości na terenie Pojezierza Krajeńskiego można zaliczyć także: Człuchów, Czarne, Debrzno, Złotów, Koczałę, Krajenkę, Łobżenicę, Wyrzysk, Wysoka, Sępólno Krajeńskie, Kamień Krajeński, Więcbork, Mroczę oraz Nakło nad Notecią.

## Lista jezior
| Nazwa jeziora              | Typ jeziora | Powierzchnia [ha] | Objętość [tys. m³] | Głębokość [m] (śred./maks.) | Powierzchnia zlewni całkowitej (z jeziorem) [km²] | Zlewnia             | Współrzędne geograficzne szerokość/długość | Położenie administracyjne                                                                  |
| Sławianowskie Wielkie      | rynnowe     | 277,6             | 18 303,7           | 6,6 / 15,0                  | 103,6                                             | Kocunia-Głomia-Gwda | 53º16’ / 17º09’                            | Gmina Złotów, powiat złotowski i Gmina Łobżenica, powiat pilski, województwo wielkopolskie |
| Borówno                    |             | 207,7             | 12 601,4           | 8,0 / 18,5                  | 39,2                                              | Kocunia-Głomia-Gwda | 53º23’ / 17º12’                            | Gmina Zakrzewo, powiat złotowski województwo wielkopolskie                                 |
| Zaleskie                   |             | 148,9             | 6807,1             | 4,6 / 12,8                  | 26,8                                              | Głomia-Gwda         | 53º22’ / 16º59’                            | Gmina Złotów, powiat złotowski, województwo wielkopolskie                                  |
| Ostrowite                  |             | 47,2              | 1795,4             | 3,8 / 7,5                   | 67,2                                              | Kocunia-Głomia-Gwda | 53º18’ / 17º13’                            | Gmina Złotów, powiat złotowski i Gmina Łobżenica, powiat pilski, województwo wielkopolskie |
| Złotowskie                 |             | 44,6              | 2120,9             | 4,8 / 8,7                   | 166,5                                             | Kocunia-Głomia-Gwda | 53º21’ / 17º02’                            | Gmina Złotów, powiat złotowski, województwo wielkopolskie                                  |
| Szczytno Wielkie           | rynnowe     | 615,77            |                    | 8,0 / 21,4                  |                                                   | Brda                | 53°46' / 17°13'                            | Gmina Przechlewo, powiat człuchowski, województwo pomorskie                                |
| Szczytno Małe (Sczycienko) | rynnowe     | 32,0              |                    | 3,6 /                       |                                                   | Brda                | 53°46' / 17°13'                            | Gmina Przechlewo, powiat człuchowski, województwo pomorskie                                |
| Krępsko                    | rynnowe     | 377,3             |                    | 8,0 / 17,4                  |                                                   |                     | 53°42' / 17°13'                            | Gmina Człuchów, powiat człuchowski, województwo pomorskie                                  |
| Więcborskie                | zastoiskowe | 194,0             |                    | /                           |                                                   | Orla                | 53°21' / 17°29'                            | Gmina Więcbork, powiat sępoleński, województwo kujawsko-pomorskie                          |
| Rychnowskie                | rynnowe     | 158,7             |                    | 13,1 / 31,5                 |                                                   | Chrząstowa          | 53°40' / 17°25'                            | Gmina Człuchów, powiat człuchowski, województwo pomorskie                                  |
| Miejskie Duże              | rynnowe     | 36,2              |                    | 10,2 / 20,5                 |                                                   | Chrząstowa          | 53°39' / 17°22'                            | Gmina Człuchów, powiat człuchowski, województwo pomorskie                                  |
| Miejskie Małe              | rynnowe     | 31,84             |                    | 1,5 / 3,0                   |                                                   |                     | 53°39' / 17°22'                            | Gmina Człuchów, powiat człuchowski, województwo pomorskie                                  |
| Urzędowe                   | rynnowe     | 72,8              |                    | 7,6 / 16,9                  |                                                   | Chrząstowa          | 53°39' / 17°22'                            | Gmina Człuchów, powiat człuchowski, województwo pomorskie                                  |
| Kopcze                     | lodowcowe   | 30,0              |                    | 3,1 / 6,8                   |                                                   |                     | 53°06' / 16°53'                            | Gmina Kaczory, powiat pilski, województwo wielkopolskie                                    |
| Dymno                      | rynnowe     | 114,7             |                    | 18                          |                                                   |                     | 53°55′13,9″N 17°03′34,7″E                  | Koczała (gmina), powiat człuchowski, województwo pomorskie                                 |
| Krępsko                    | rynnowe     | 377,3             |                    | 8,0 / 17,4                  |                                                   |                     | 53°39' / 17°22'                            | Gmina Człuchów, powiat człuchowski, województwo pomorskie                                  |
| Olszanowskie               | wytopiskowe | 68,83             |                    | 6,2 /                       |                                                   |                     | 53°41' / 17°07'                            | Gmina Rzeczenica, powiat człuchowski, województwo pomorskie                                |
| Orzechowo                  | rynnowe     | 21,24             |                    | 7,9 /                       |                                                   |                     | 53°42' / 17°10'                            | Gmina Rzeczenica, powiat człuchowski, województwo pomorskie                                |
| Sarcze                     |             |                   |                    | /                           |                                                   |                     | /                                          |                                                                                            |
| Sępoleńskie                | przepływowe | 159,0             |                    | /                           |                                                   | Sępolna             | 53°27' / 17°31'                            | Gmina Sępólno Krajeńskie, powiat sępoleński, województwo kujawsko-pomorskie                |
| Wapieńskie                 |             | 128,0             |                    | 5,0 / 12,3                  |                                                   |                     | 53°13' / 16°52'                            | Gmina Kaczory i Gmina Krajenka, powiat pilski, województwo wielkopolskie                   |
| Więcborskie                | zastoiskowe | 210,0             |                    | 18,5 / 32,0                 |                                                   | Orla                | 53°21' / 17°29'                            | Gmina Więcbork, powiat sępoleński, województwo kujawsko-pomorskie                          |
| Falmierowskie              | zastoiskowe | 53,0–60,02        |                    | 6,5 / 14,0                  |                                                   |                     | 53°12′ / 17°13′                            | Gmina Wyrzysk, powiat pilski, województwo wielkopolskie                                    |
| Czarmuńskie                |             | 64,6              | 1642,6             | 4,6 / 6,0                   | 198,8                                             | Orla-Łobżonka-Noteć | 53°17′ / 17°27′                            | Gmina Więcbork, powiat sępoleński, województwo kujawsko-pomorskie                          |